# پایگاه هوایی ولیزی – ویاکوبلای
پایگاه هوایی ولیزی - ویاکوبلای (به انگلیسی: Vélizy – Villacoublay Air Base) (به زبان بومی: Base aérienne 107) یک فرودگاه با کد یاتا VIY است که یک باند فرود آسفالت دارد و طول باند آن ۱۸۱۳ متر است. این فرودگاه در کشور فرانسه قرار دارد و در ارتفاع ۱۷۸ متری از سطح دریا واقع شده‌است.